# Gornji Palež
Gornji Palež je naseljeno mjesto u općini Kiseljak, Federacija Bosne i Hercegovine, BiH.

## Stanovništvo

### 1991.
Nacionalni sastav stanovništva 1991. godine, bio je sljedeći:
ukupno: 151
- Muslimani - 139
- Hrvati - 11
- Srbi - 1

### 2013.
Nacionalni sastav stanovništva 2013. godine, bio je sljedeći:
ukupno: 88
- Bošnjaci - 81
- Hrvati - 6
- ostali, neopredijeljeni i nepoznato - 1